# Marnix Gijsen
Marnix Gijsen, pseudonimo di Jean-Albert Goris (Anversa, 1899 – Lubbeek, 1984), è stato uno scrittore belga.

## Opere (ital.)
- Marnix Gijsen: Gioacchino di Babilona. Romanzo. Trad. dal neerlandese di Monique Jacqmain. Siena, Editrice Maia, 1976
- Marnix Gijsen: Il mio amico assassino. Trad. dal neerlandese di Monique Jacqmain. Milano, Campironi, 1957